# Шепетовський Віталій Віталійович
Віталій Шепетовський (біл. Віталь Шапятоўскі, нар. 27 вересня 1983) — білоруський футболіст, півзахисник мінського «Проміня».

## Життєпис
Вихованець СДЮШОР-5 міста Мінська. У футбол починав грати у 2000 році в командах першого і другого дивізіонів «Трактор» (Мінськ), «Комунальник» (Слонім), «Локомотив» (Мінськ), МТЗ-РІПО (Мінськ).
У 2003 році перейшов у «Торпедо-СКА», де дебютував у вищому дивізіоні. Окрім «Торпедо», на вищому рівні грав у командах «Зірка-БДУ», «Даріда», «Німан» (Гродно) і «Сморгонь». Всього зіграв 112 матчів, забив 9 м'ячів.
У 2008 році переїхав до України, в криворізький «Кривбас». Зіграв 4 матчі в футболці криворізького клубу й по завершенні першого кола повернувся до Білорусі, де підписав контракт з «Городеєю». Проте по завершенні року залишив команду й відправився на перегляд до Польщі. У січні 2011 року підписав контракт з представником другої ліги «Олімпія» (Ельблонг). 
На початку 2014 року став гравцем друголігового ФК «Крумкачи», з середини 2014 року - гравець «Іслочі».